# Canal CaliTV
Canal CaliTV es un canal de televisión abierta colombiano con cobertura local que cubre a la ciudad de Cali y su área metropolitana y los municipios vecinos. Es propiedad de la Fundación Para el Desarrollo Social Promover.
Es parte de los 26 canales locales sin ánimo de lucro del país, y está regido por el Acuerdo n.º 024 de la Comisión de Regulación de Comunicaciones. Su sede de operaciones se encuentra en la ciudad de Cali.

## Historia
Canal CaliTV nace con la autorización de la Comisión Nacional de Televisión en 2003. Se le asignó la frecuencia del Canal 35 UHF de Cali de acuerdo a la resolución 525 del 22 de julio de 2003. La estación inició sus emisiones en señal de prueba en diciembre de 2006 y finalmente comienza con su programación oficial en 2007 transmitiendo en el canal 35 UHF de Cali. 

## Programación
Su programación se enfoca en producir programas locales.

## Directores
- Pilar Hung (2007 - presente)